# Ратник Кишна Кап
Ратник Кишна Кап (енгл. Master Raindrop) је аустралијско-новозеландско-сингапурска цртана серија која је заснована на теми кинеске културе. Ради се о пет елемената који, тражећи златног змаја, пролазе кроз многе пустоловине.
У Србији, Хрватској, Црној Гори, Босни и Херцеговини и Северној Македонији серија је премијерно емитована 2008. године на каналу Минимакс, синхронизована на српски језик. Синхронизацију је радио студио Кларион. Нема ДВД издања.

## Епизоде
| Сезона | Сезона | Епизоде | Премијерно приказивање (Аустралија) | Премијерно приказивање (Аустралија) | Премијерно приказивање (Србија, БиХ, Црна Гора, Северна Македонија) | Премијерно приказивање (Србија, БиХ, Црна Гора, Северна Македонија) |
| Сезона | Сезона | Епизоде | Прва епизода                        | Последња епизода                    | Прва епизода                                                        | Последња епизода                                                    |
| ------ | ------ | ------- | ----------------------------------- | ----------------------------------- | ------------------------------------------------------------------- | ------------------------------------------------------------------- |
|        | 1      | 26      | 2008.                               | 2008.                               | 2008.                                                               | 2008.                                                               |

## Радња
Учитељ Јун подучава два елемента, Кишну Кап (елемент воде) и Шао Јен (елемент дрвета), разним техникама борилачких вештина. Међутим зли генерал Бу, заједно са својом војском Ара и помагачима Флемом и Грабом, отима учитеља Јуна. Шао Јен и Кишна Кап заједно са Нивом (елементом земље) и Џин Хоуом (елементом метала) покушавају да дођу до Златног змаја ког је Генерал Бу успавао. На крају серије све се добро заврши, а Флемо и Граб постају добри.

## Ликови
- Кишна Кап је главни јунак серије, елемент воде. Он је вођа групе елемената. Понекад уме да буде тврдоглав.
- Шао Јен је елемент дрвета. У почетку није ни знала да је елемент. Има зелену косу и увек носи штап са собом.
- Џин Хоу је елемент метала. Он је мајмун који је направљен од злата. Са собом увек носи додатну вештачку руку која му често користи.
- Нива је елемент земље. Она је нежан елемент који воли да помаже другима.
- Флемо је елемент ватре, који је кроз скоро цели серијал зао. Њега је усвоио генерал Бу и испричао му причу како су елементи зли.
- Граб је слузаво створење који ради за генерала Буа. Није баш паметан и спор је, што често поквари планове генерала Буа.
- Генерал Бу је главни зликовац серије. Посвећен је уништењу свих пет елемената и златног змаја како би завладао земљом хиљаду легенди.

## Улоге
| Име лика   | Глас           |
| ---------- | -------------- |
| Кишна Кап  | Џош Андерсон   |
| Шао Јен    | Сара Обри      |
| Џин Хоу    | Џејн О'Брајан  |
| Нива       | Рејчел Кинг    |
| Флемо      | Џош Квонг Тарт |
| Граб       | Дејвид Францис |
| Генерал Бу | Брајан Миган   |
| Учитељ Јун | непознато      |